# Oculocardiale reflex

De oculocardiale reflex, ook wel bekend als de oog-hartreflex, bulbusreflex, of aschnerfenomeen, is een reflex waarbij een verlaging van de hartslag optreedt na het aanraken van de oogspieren. Dit gebeurt meestal wanneer de chirurg tijdens een strabismusoperatie de oogspieren aanhaakt met een spierhaak. 

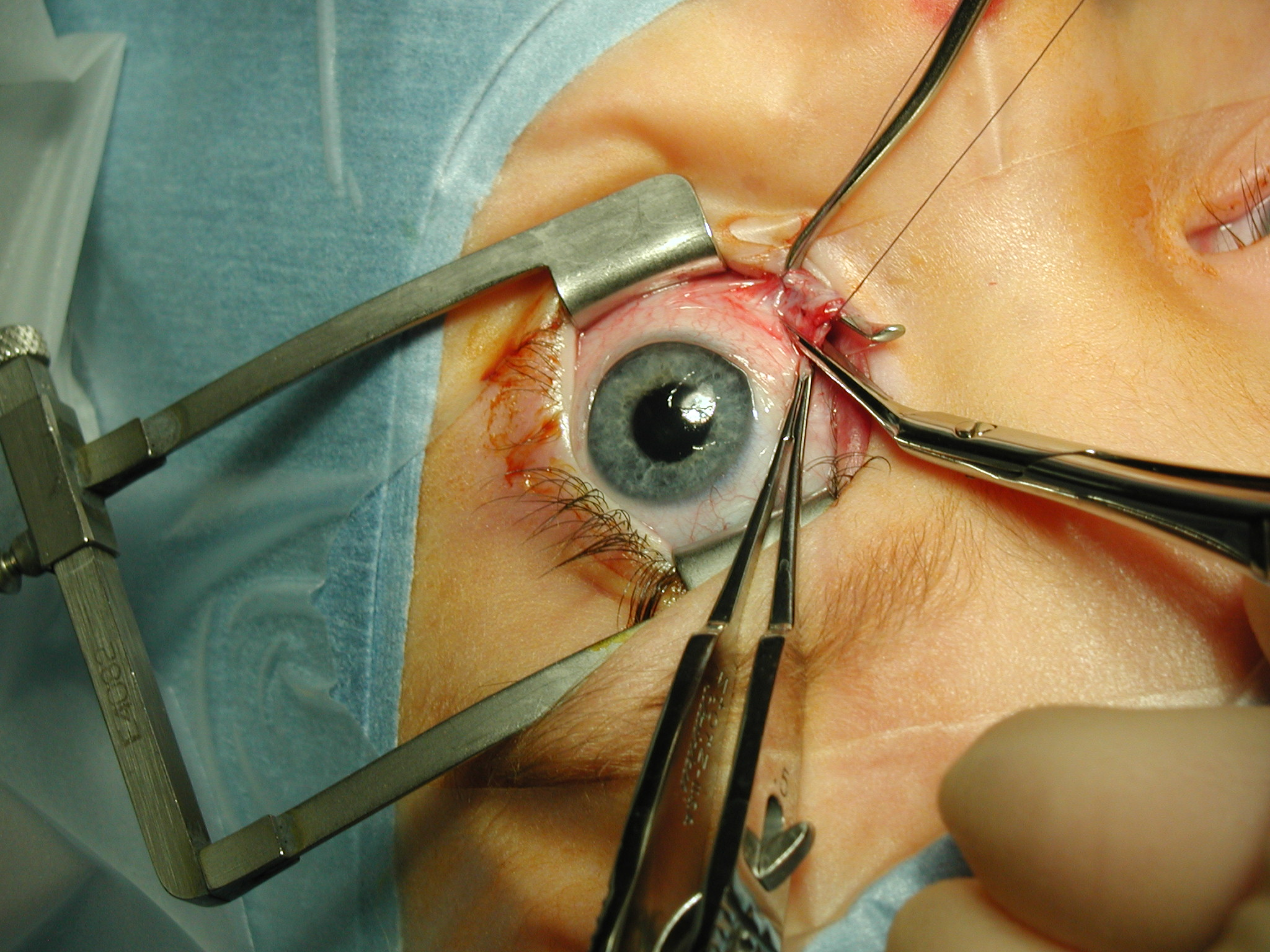
Aanhaken van de oogspier

De reflex ontstaat in het oog, waar de oogspieren worden aangeraakt. De oogspieren zijn verbonden met sensorische zenuwen. De prikkel gaat vervolgens langs de sensorische zenuwen naar het ganglion ciliare en gaat weer verder door de nervus ophthalmicus, een zijtak van de vijfde hersenzenuw, de nervus trigeminus. De nervus trigeminus loop naar de hersenenstam en vanuit daar gaat de impuls naar de nervus vagus. De nervus vagus is onderdeel van het parasympathische zenuwstelsel. Het parasympathisch zenuwstelsel maakt gebruik van de neurotransmitter acetylcholine. Acetylcholine zorgt er (via muscarinereceptoren op het hart) dan weer voor dat de hartfrequentie daalt.
De daling van de hartslag kan een patiënt in levensgevaar brengen, doordat er een bradycardie of zelfs een asystolie op kan treden. 

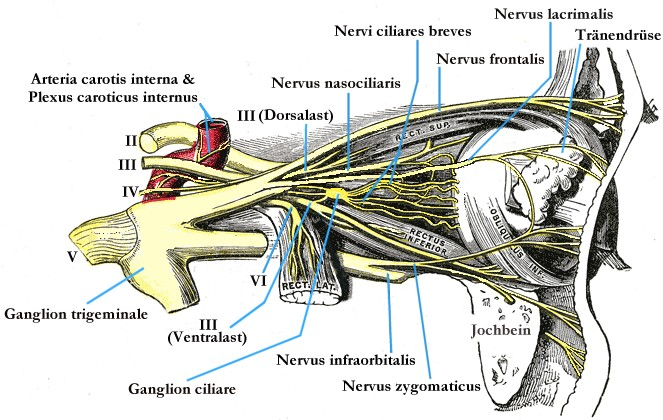
Ganglion ciliare

## Behandeling
Vaak helpt het al als de chirurg de oogspier loslaat met zijn spierhaak en even wacht. Echter, in sommige gevallen blijft de hartslag dalen. Het anesthesieteam zal dan snel in moeten grijpen. Het hart moet weer sneller gaan kloppen. Om dit te bereiken gebruiken ze het middel atropine. Atropine werkt als een inhibitor van de muscarinereceptor waardoor een parasympathische reactie uitblijft. 